# Thermograpta rufizonata
Thermograpta rufizonata är en fjärilsart som beskrevs av George Francis Hampson 1914. Thermograpta rufizonata ingår i släktet Thermograpta och familjen björnspinnare. Inga underarter finns listade i Catalogue of Life.